# 福金上将街
福金上将街（俄语：Улица Адмирала Фокина），1964年以前称为北京街（Пеки́нская）是海参崴的一条步行街，长800米，在阿穆尔湾 和吴波列维奇街（улицей Уборевича）之间。这是海参崴最古老的街道之一，拥有保存完好的建筑。

## 历史
福金上将街开辟于1867年。命名为北京街，以纪念1860年北京条约，海参崴的港口随之发展起来。1964年9月，由于中苏交恶，这条街更名为福金上将街，福金上将在海参崴担任俄罗斯海军太平洋舰队司令（1958-1962），1964年去世。1992年，海参崴市中心的许多街道恢复了历史名称，但由于不明原因，北京街被排除在名单之外，仍以福金上将命名。官方的解释是这里有一个大的客运枢纽，怕把乘客弄糊涂。这条街几乎完全是步行街。在1990年代，这条街挤满了出售进口服装的摊位，被非正式地称为买卖街。2004年，这条街拆除了售货摊位，铺上鹅卵石。